# Bligny-le-Sec
 Bligny-le-Sec  là một xã ở tỉnh Côte-d’Or trong vùng Bourgogne-Franche-Comté, phía đông nước Pháp. Khu vực này có độ cao trung bình 550 mét trên mực nước biển.